# Вунйо

Вунйо

Вунйо (англ. Wunjo) — восьма руна германського Старшого (першого) Футарка. Остання руна першої Аети.
Назва руни означає «радість». Найдавніше значення цієї «примордіальної категорії» — «досконалість» («perfection») і тому Фрея Асвин (Freya Aswynn) відмічає, що ця руна відображає найбільш «досконалу» («хорошу») частину сутності Одіна. До введення букви W в латинський алфавіт англосакси використовували замість неї руну Вунйо.
Пряме примордіальне значення: радість, комфорт, задоволення. Дружня взаємодопомога, гармонія, процвітання. Екстаз, слава, духовна віддяка, проте зберігається можливість і перейти межу, якщо не знати міри. Якщо зберігати певні рамки, то результатом буде — загальний успіх та усвідомлення достойності.
Протилежне до нього примордіальне значення: неефективність, смуток, суперечка, ворожість. Неадекватне емоційне збудження, інтоксикація (наркотичними речовинами), схильність до психічних розладів, що проявляються як підвладність «вищим силам», неадекватний ентузіазм. Імпульсивна лють, холодність на межі з ворожістю, спонтанне збудження, в результаті якого виникає насильство.

## Кодування
| Unicode UTF-16      | U+16b9                    |
| название по Unicode | RUNIC LETTER WUNJO WYNN W |
| HTML                | &#5817;                   |